# Мифы Фокиды

## Топонимы
Вслед ополченья фокеян Схедий предводил и Эпистроф,
Чада Ифита царя, потомки Навбола героя.
Их племена Кипарисс и утесный Пифос населяли;
Криссы веселые долы, и Давлис, и град Панопею;
Жили кругом Гиампола, кругом Анемории злачной;
Вдоль по Кефиссу реке, у божественных вод обитали;
Жили в Лилее, при шумном исходе Кефисского тока.
Сорок под их ополченьями черных судов принеслося.
(Гомер. Илиада II 517—524, перевод Н. И. Гнедича)
- Амфиклея. Город в Фокиде. С ним связана легенда об отце, убившем дракона и своего сына, город назвали Офитеи, но затем название исказилось[1].
- Амфиктиония. Первоначально в храме в Антеле, затем в Дельфах[2].
- Давлия. (Давлида.) Город в Фокиде[3]. Здесь женщины угостили Терея мясом его сына[4]. Впоследствии Давлида — в поэзии синоним Фокиды[5]. Жившие там фракийцы воевали с беотийцами, побеждены у Копаидского озера, бежали на Геликон, а затем победили фракийцев[6].
- Кипарис[англ.]. Город в Фокиде.
- Корик. Гора в Дельфах, с неё бросился вниз Ферекид Сирский[7].
- Корикийская пещера на Парнасе[8]. Под покровительством нимф и Пана. В пещере обитал Дионис[9]. Описание приводит Павсаний[10].
- Крагалиды. Жили в южной части Фокиды, по имени Крагалея.
- Лилея. Город в Фокиде[11].
- Парнас (гора).[12]
- Пифо. Оракул в Дельфах. Там был убит Титий[13]. Пейто
- Плист. Небольшая речка в районе Дельф[14]. Место, откуда начинал ползти змей Пифон[15].
- Фокида. Область[16]. * Фокидяне. Жители. 4 вождя привели под Трою 40 кораблей[17].

См. также:
- McInerney J. The folds of Parnassos: land and ethnicity in ancient Phokis. Austin. 1999. 391 p.

## Царские династии
- Автолик.
- Амфиктион (мифология).
- Амфифея. Жена Автолика, бабка Одиссея[18].
- Анаксибия. Дочь Атрея. Жена Строфия, мать Пилада[19].
- Аргиопа. Нимфа. Мать Фамирида[20]. Жила у Парнаса, но когда зачала сына, переселилась к одрисам, поэтому Фамирида называют одрисом и фракийцем[21]. Либо удалилась из Пелопоннеса и прибыла в Акте[22].
- Астеродия. Дочь Деиона из Филаки. Жена Фока, мать Криса и Панопея[23].
- Астеропея. Дочь Деиона и Диомеды[24]. Предлагают конъектуру Астеродия.
- Астиоха (дочь Атрея). Сестра Агамемнона, жена Строфия, царя Фокиды[25].
- Гиппас. По версии, отец аргонавта Навбола[26].
- Гипрей. Царь Беотии, нанял Трофония и Агамеда построить хранилище. См. Гирией. Гирией
- Дедалион.
- Деион. Сын Эола и Энареты[27]. Царь Фокиды. Жена Диомеда, дети Астеропея, Энет, Актор, Филак и Кефал[28]. Он же, по другой версии, из Филаки, отец Астеродии[23].
- Евадна. Дочь Пелия. Жена Кана, царя фокейцев[29].
- Ипполита. Жена Ифита, мать Схедия и Эпистрофа[30].
- Ифит (сын Навбола).
- Кан. Сын Кефала, царь фокейцев. Женат на Евадне, дочери Пелия[29].
- Кефал. Отец Кана, царя фокейцев[29].
- Корникс. Дочь Коронея. См. Коронида. Cornix[англ.]
- Короней. Царь Фокиды. Его дочь превращена в ворону, когда её хотел изнасиловать Посейдон[31]. Coronaeus[англ.]
- Коронида.[32] Дочь Коронея, превращена в ворону, когда её хотел изнасиловать Посейдон[31]. en:Coronis (Greek mythology)
- Крис. Сын Фока и Астеродии. Враждовал с братом-близнецом Панопеем ещё в утробе[23]. Отец Строфия[19].
- Левконоя. Дочь Фосфора, родила от Аполлона Филаммона[33].
- Медонт[34]. Сын Пилада и Электры (согласно Гелланику)[35].
- Навбол. Сын Орнита[36], отец Ифита[37] Либо сын Гиппаса[26]. Гостеприимец Лая в Фокиде[26].
- Орнит. Отец Навбола[38].
- Панопей.
- Пелагонт.
- Пилад.
- Пилон. Отец Антиопы, жены Еврита[39]. Из рода Навбола[40].
- Синон.
- Строфий (сын Криса).
- Строфий. Сын Пилада и Электры (согласно Гелланику)[35].
- Схедий (сын Ифита).
- Титий.
- Филаммон.
- Филонида.
- Фок (сын Орнитиона).
- Фок (сын Эака).
- Форбант. Вождь флегийцев, нападал на паломников в Дельфы[41]. Из-за него Дельфы опустели, а оракул перестал давать ответы. Накапливал черепа убитых, Аполлон победил его в кулачном бою[42].
- Хиона (дочь Дедалиона).
- Эгла.
- Энет. Сын Деиона и Диомеды[24].
- Эпей (сын Панопея).
- Эпикаста. Родила от Аполлона Агамеда[43].
- Эпистроф (сын Ифита).

## Другие персонажи
- Алкионей. Сын Диома и Меганиры, которого решили принести в жертву Сибариде, в него влюбился курет Еврибат и убил чудовище[44]
- Амброс. Герой, его именем назван город Амброс в Фокиде[45].
- Атис. С Кирры. Жених Исмены, дочери Эдипа. Защитник Фив. Убит Тидеем[46].
- Гарпалик (сын Гермеса). Из Фанотея (Фокида). Обучал Геракла кулачному бою[47].
- Гиам. С Парнаса. Сын Ликора, отец Келено[48].
- Давлида. Нимфа, дочь Кефиса. Её именем назван город в Фокиде[49].
- Дафней. Из Кирры. Защитник Фив. Убит Ионом[50].
- Деилеонт. Спутник Эпея. Убит Энеем[51].
- Диом. Отец фокейца Алкионея[52].
- Еврибат. Сын Евфема из рода Аксия, из земли куретов. Повстречал юношу Алкионея, которого должны были принести в жертву Сибариде, влюбился в него и предложил себя в жертву. Схватил Сибариду и сбросил со скалы[53]. Эврибат
- Евфем. Отец Еврибата из земли куретов[54].
- Кидон. Из Фокиды. Защитник Фив. Убит Гиппомедонтом[55].
- Клеодора. Наяда. Нимфа, родила Парнаса от Посейдона[56].
- Клеопомп. Муж нимфы Клеодоры, отец Парнаса (по версии)[56].
- Корикийские нимфы.
- Корикия. Нимфа, родила от Аполлона сына Ликора, по её имени пещера Корикион[48].
- Ксантипп. Воитель, герой-основатель Давлиды[57].
- Ламия.
- Ледонт. Некий местный житель, от которого назван город Ледонт в Фокиде[58].
- Ликор (Ликорей). Сын Аполлона[33] и нимфы Корикии, отец Гиама. По его имени город рядом с Парнасом назван Ликореей. По другому рассказу, во время Девкалионова потопа люди спаслись на вершинах Парнаса, имея диких зверей проводниками, поэтому назвали город Ликореей (Волчьим)[59].
- Лилея. Наяда, дочь Кефиса. Её именем назван город Лилея в Фокиде[60]. Лилея
- Меганира. Мать фокейца Алкионея[52].
- Парнас.[61] Сын Посейдона (или Клеопомпа) и нимфы Клеодоры. Открыл гадание по полету птиц[56].
- Перимед. Отец фокейца Схедия[62].
- Пиреней. С фракийским войском правил Фокидой. Пытался овладеть Музами, но те улетели. Пиреней бросился с башни и погиб[63]. Pyreneus[англ.]
- Сибарида. Чудовище, жившее около Парнаса[64]. См. Ламия.
- Схедий (сын Перимеда).[65] Фокеец. Убит Гектором[62].
- Тифорея. Нимфа, произошедшая от дуба, её именем назван город Тифорея (ранее Неон) в Фокиде[66].
- Фанотей.[67] Фокеец, знакомец Эгисфа. От него якобы приходит ложная весть о гибели Ореста[68].
- Фрии.
- Энокл. Царь энианов. Из Молоссии и Кассиопеи они под его предводительством переселились в Кирру[69]. Когда случилась засуха, по велению бога энианы побили его камнями и направились в область Инаха (Фессалия)[70].

## Дельфы
- Автоной. Дельфийский герой, его храм находился у подножия утеса Гиампии рядом с Кастальским источником[71].
- Агамед (сын Эргина).
- Агийей. Гиперборей, один из основателей святилища Аполлона в Дельфах (согласно поэтессе Бойо)[72].
- Амадок. Герой. Явился из страны гипербореев на помощь Дельфам во время вторжения галатов (279 г. до н. э.)[73].
- Герофила.
- Гиперох. Герой. Явился из страны гипербореев на помощь Дельфам во время вторжения галатов (279 г. до н. э.)[74].
- Гирией. Из Дельф. Ему Трофоний и Агамед выстроили сокровищницу, из которой стали воровать, он же поставил капкан[75].
- Дайт. Дед Бранха, сын Махерея[76].
- Дафна. По версии, имя дочери Тиресия, отправленной в Дельфы. См. Манто[77].
- Дафнида. (Дафнис.) Горная нимфа, пророчица оракула Геи в Дельфах[78].
- Дельф.
- Дельфиний (или Дельфина).
- Евоним. (Эвоним.) Герой, прорицатель Аполлона, получивший от него треножник[79]. Сын Кефиса[80].
- Кассотида. Наяда из Дельф. Нимфа, её именем назван источник у храма Аполлона в Дельфах[81]. Cassotis[англ.]
- Касталий. Сын Дельфа, отец скульптора Лафрия[82]. Отец Фии[83]. По версии, его именем назван Кастальский источник[84].
- Касталия. Нимфа из Дельф и источник. Дочь Ахелоя[85]. Спасаясь от любви Аполлона, бросилась в источник[86]. Касталия (мифология)
- Келено. Дочь Гиама. Родила от Аполлона Дельфа[48].
- Кирра. Некий персонаж (у Павсания текст испорчен). Её именем названа Кирра — гавань Дельф[87].
- Клеомант. Дельфиец, сообщивший афинянам об оракуле, касавшемся Кодра. За это его потомки имели право обеда в Пританее[88]().
- Корет. Пастухи, наткнувшись на прорицалище в Дельфах, были охвачены священным вдохновением и стали пророчествовать по внушению Аполлона[89].
- Ксеноклея. Жрица в Дельфах, не хотела давать вещания Гераклу[90].
- Лаодок. Дельфийский герой, призрак его появился во время нашествия галатов в 279 г. до н. э[91].
- Лафрий. Сын Касталия, внук Дельфа. Создал для калидонцев древнюю статую Артемиды[82].
- Махерей. Фокеец. По версии Ферекида, убил Неоптолема в Дельфах[92]. Его потомком был Бранх.
- Мелена. Дочь Кефиса. По версии, родила от Аполлона Дельфа[83]. en:Melaina
- Олен.
- Пагас. Гиперборей, один из основателей святилища Аполлона в Дельфах (согласно поэтессе Бойо)[72].
- Палефат.
- Пиркон. Был служителем и истолкователем Посейдона, когда тому принадлежал дельфийский оракул (согласно поэме Мусея «Эвмолпия»)[93]. В микенских текстах упомянуты pu-ka-wo (? pur-kawoi, «возжигатели священного огня»)[94].
- Пифис. Сын Дельфа, по его имени Дельфы называют Пифоном[95].
- Пифия.
- Пифон.
- Плист. (Плейст.) Отец Корикийских нимф[96].
- Птерас. Дельфиец, построил храм Аполлона из пчелиного воска и крыльев, храм был послан к гипербореям[97].
- Сибиллы.
- Триоп. По Пифагору, три дочери Триопа оплакивали Аполлона в Дельфах[98].
- Трофоний.
- Фемистоклея. Дельфийская жрица, у которой, по некоторым сообщениям, учился Пифагор[99].
- Фемоноя.
- Фия.
- Фиады.
- Фисады. Написание слова фиады[100].
- Харила. Девочка из Дельф, сирота, которая во время голода просила пищи у царя. Царь бросил сандалию ей в лицо, она ушла и повесилась на поясе. Тогда по словам Пифии назначили очистительное жертвоприношение, совершаемое на каждый девятый год (то есть раз в 8 лет)[101].
- Экс. (Айкс. «коза»). Сын Пифона, похоронивший его, по дельфийскому сказанию[101].

Топонимы:
- Гиппокрена.
- Дельфы.
- Кирра. Город Криса на равнине не тождествен гавани Кирра[102].
- Омфал.[103] В Дельфах, сделан из глыбы белого мрамора. В центре земли[104].
- Пифон. Долина под Парнасом. Там стоял камень, проглоченный Кроном вместо Зевса[105].
- Пифийские игры. Наградой первоначально были дубовые листья[106]. Некогда справлялись через восемь лет[107].
- Пифос. Название Дельфов[108].
- Феофании. Праздник в Дельфах в честь возвращения Аполлона[109].